# Хотьково (Орловська область)
Хотьково (рос. Хотьково) — село у Шабликінському районі Орловської області Російської Федерації.
Населення становить 765 осіб. Входить до муніципального утворення Хотьковське сільське поселення.

## Історія
Населений пункт розташований у межах Чорнозем'я та історичного Дикого Поля. Від 30 липня 1928 року у складі Брянського округу Західної області. Відтак, 13 червня 1934 року після ліквідації Центрально-Чорноземної області населений пункт увійшов до складу новоствореної Курської області.
Від 13 липня 1944 року в складі Орловської області.
Від 2013 року входить до муніципального утворення Хотьковське сільське поселення.

## Населення
| 2010 |
| ---- |
| 765  |